# Temporada de tennis 2007
Selecció dels principals esdeveniments tennístics de l'any 2007 classificats per categoria masculina, femenina i per equips.

## Federació Internacional de Tennis

### Grand Slams
Open d'Austràlia (15 - 28 de gener)
| Categoria          | Vencedor                          | Finalista                        | Marcador           |
| ------------------ | --------------------------------- | -------------------------------- | ------------------ |
| Individual masculí | Roger Federer                     | Fernando González                | 7-6(7-2), 6-4, 6-4 |
| Individual femení  | Serena Williams                   | Maria Xaràpova                   | 6-1, 6-2           |
| Doble masculí      | Bob Bryan · Bob Bryan             | Jonas Björkman · Maks Mirni      | 7-5, 7-5           |
| Doble femení       | Cara Black · Liezel Huber         | Yung-jan Chan · Chia-jung Chuang | 6-4, 6-7(4-7), 6-1 |
| Doble mixt         | Daniel Nestor · Elena Likhovtseva | Maks Mirni · Viktória Azàrenka   | 6-4, 6-4           |

Roland Garros (27 de maig - 10 de juny)
| Categoria          | Vencedor                       | Finalista                           | Marcador           |
| ------------------ | ------------------------------ | ----------------------------------- | ------------------ |
| Individual masculí | Rafael Nadal                   | Roger Federer                       | 6-3, 4-6, 6-3, 6-4 |
| Individual femení  | Justine Henin                  | Ana Ivanovic                        | 6-1, 6-2           |
| Doble masculí      | Mark Knowles · Daniel Nestor   | Lukas Dlouhy · Pavel Vizner         | 2-6, 6-3, 6-4      |
| Doble femení       | Alicia Molik · Mara Santangelo | Katarina Srebotnik · Ai Sugiyama    | 7-6(5), 6-4        |
| Doble mixt         | Andy Ram · Nathalie Dechy      | Nenad Zimonjic · Katarina Srebotnik | 7-5, 6-3           |

Wimbledon (25 de juny - 8 de juliol)
| Categoria          | Vencedor                        | Finalista                        | Marcador                          |
| ------------------ | ------------------------------- | -------------------------------- | --------------------------------- |
| Individual masculí | Roger Federer                   | Rafael Nadal                     | 7-6(9-7), 4-6, 7-6(7-3), 2-6, 6-2 |
| Individual femení  | Venus Williams                  | Marion Bartoli                   | 6-4, 6-1                          |
| Doble masculí      | Arnaud Clément · Michaël Llodra | Bob Bryan · Bob Bryan            | 6-7(5), 6-3, 6-4, 6-4             |
| Doble femení       | Cara Black · Liezel Huber       | Katarina Srebotnik · Ai Sugiyama | 3-6, 6-3, 6-2                     |
| Doble mixt         | Jamie Murray · Jelena Jankovic  | Jonas Björkman · Alicia Molik    | 6-4, 3-6, 6-1                     |

US Open (27 d'agost - 9 de setembre)
| Categoria          | Vencedor                       | Finalista                          | Marcador          |
| ------------------ | ------------------------------ | ---------------------------------- | ----------------- |
| Individual masculí | Roger Federer                  | Novak Djokovic                     | 7-6(4) 7-6(2) 6-4 |
| Individual femení  | Justine Henin                  | Svetlana Kuznetsova                | 6-1, 6-3          |
| Doble masculí      | Simon Aspelin · Julian Knowle  | Lukas Dlouhy · Pavel Vizner        | 7-5, 6-4          |
| Doble femení       | Nathalie Dechy · Dinara Safina | Yung-jan Chan · Chia-jung Chuang   | 6-4, 6-2          |
| Doble mixt         | Maks Mirni · Viktória Azàrenka | Leander Paes · Meghann Shaughnessy | 6-4, 7-6(8)       |

### Copa Davis
|  | Vuitens de final 9-11 de febrer           | Vuitens de final 9-11 de febrer                              | Vuitens de final 9-11 de febrer         |                                      |          | Quarts de final 6-8 d'abril | Quarts de final 6-8 d'abril          | Quarts de final 6-8 d'abril |   |   | Semifinals 21-23 de setembre | Semifinals 21-23 de setembre                 | Semifinals 21-23 de setembre |  |   | Final 30 de novembre - 2 de desembre | Final 30 de novembre - 2 de desembre | Final 30 de novembre - 2 de desembre |
|  |                                           |                                                              |                                         |                                      |          |                             |                                      |                             |   |   |                              |                                              |                              |  |   |                                      |                                      |                                      |
|  | La Serena, Xile (terra batuda)            |                                                              |                                         |                                      |          |                             |                                      |                             |   |   |                              |                                              |                              |  |   |                                      |                                      |                                      |
|  | 1                                         | Rússia                                                       | 3                                       |                                      |          |                             |                                      |                             |   |   |                              |                                              |                              |  |   |                                      |                                      |                                      |
|  | 1                                         | Rússia                                                       | 3                                       | Moscou, Rússia (terra batuda indoor) |          |                             |                                      |                             |   |   |                              |                                              |                              |  |   |                                      |                                      |                                      |
|  |                                           | Xile                                                         | 2                                       |                                      |          |                             |                                      |                             |   |   |                              |                                              |                              |  |   |                                      |                                      |                                      |
|  |                                           | Xile                                                         | 2                                       | 1                                    | Rússia   | 3                           |                                      |                             |   |   |                              |                                              |                              |  |   |                                      |                                      |                                      |
|  | Clarmont d'Alvèrnia, França (dura indoor) |                                                              |                                         | 1                                    | Rússia   | 3                           |                                      |                             |   |   |                              |                                              |                              |  |   |                                      |                                      |                                      |
|  |                                           | 7                                                            | França                                  | 2                                    |          |                             |                                      |                             |   |   |                              |                                              |                              |  |   |                                      |                                      |                                      |
|  | 7                                         | 7                                                            | França                                  | 2                                    | França   | 4                           |                                      |                             |   |   |                              |                                              |                              |  |   |                                      |                                      |                                      |
|  | 7                                         |                                                              |                                         |                                      | França   | 4                           | Moscou, Rússia (terra batuda indoor) |                             |   |   |                              |                                              |                              |  |   |                                      |                                      |                                      |
|  |                                           | Romania                                                      | 1                                       |                                      |          |                             |                                      |                             |   |   |                              |                                              |                              |  |   |                                      |                                      |                                      |
|  |                                           |                                                              |                                         |                                      |          |                             | 1                                    | Rússia                      | 3 |   |                              |                                              |                              |  |   |                                      |                                      |                                      |
|  | Krefeld, Alemanya (dura indoor)           |                                                              |                                         |                                      |          |                             | 1                                    | Rússia                      | 3 |   |                              |                                              |                              |  |   |                                      |                                      |                                      |
|  |                                           |                                                              | Alemanya                                | 2                                    |          |                             |                                      |                             |   |   |                              |                                              |                              |  |   |                                      |                                      |                                      |
|  | 3                                         | Croàcia                                                      | Alemanya                                | 2                                    | 2        |                             |                                      |                             |   |   |                              |                                              |                              |  |   |                                      |                                      |                                      |
|  | 3                                         | Croàcia                                                      | Oostende, Bèlgica (terra batuda indoor) |                                      | 2        |                             |                                      |                             |   |   |                              |                                              |                              |  |   |                                      |                                      |                                      |
|  |                                           | Alemanya                                                     | 3                                       |                                      |          |                             |                                      |                             |   |   |                              |                                              |                              |  |   |                                      |                                      |                                      |
|  |                                           | Alemanya                                                     | 3                                       |                                      | Alemanya | 3                           |                                      |                             |   |   |                              |                                              |                              |  |   |                                      |                                      |                                      |
|  | Lieja, Bèlgica (terra batuda indoor)      |                                                              |                                         |                                      | Alemanya | 3                           |                                      |                             |   |   |                              |                                              |                              |  |   |                                      |                                      |                                      |
|  |                                           |                                                              | Bèlgica                                 | 2                                    |          |                             |                                      |                             |   |   |                              |                                              |                              |  |   |                                      |                                      |                                      |
|  | 5                                         | Austràlia                                                    | Bèlgica                                 | 2                                    | 2        |                             |                                      |                             |   |   |                              |                                              |                              |  |   |                                      |                                      |                                      |
|  | 5                                         | Austràlia                                                    |                                         |                                      | 2        |                             |                                      |                             |   |   |                              | Portland, Oregon, Estats Units (dura indoor) |                              |  |   |                                      |                                      |                                      |
|  |                                           | Bèlgica                                                      | 3                                       |                                      |          |                             |                                      |                             |   |   |                              |                                              |                              |  |   |                                      |                                      |                                      |
|  |                                           |                                                              |                                         |                                      |          |                             |                                      |                             |   |   |                              |                                              |                              |  |   |                                      |                                      |                                      |
|  |                                           |                                                              |                                         |                                      |          |                             |                                      |                             |   |   |                              |                                              |                              |  | 1 | Rússia                               | 1                                    |                                      |
|  | Ostrava, Txèquia (terra batuda indoor)    |                                                              |                                         |                                      |          |                             |                                      |                             |   |   |                              |                                              |                              |  | 1 | Rússia                               | 1                                    |                                      |
|  |                                           | 6                                                            | Estats Units                            | 4                                    |          |                             |                                      |                             |   |   |                              |                                              |                              |  |   |                                      |                                      |                                      |
|  |                                           | 6                                                            | Estats Units                            | 4                                    | Txèquia  | 1                           |                                      |                             |   |   |                              |                                              |                              |  |   |                                      |                                      |                                      |
|  |                                           | Winston-Salem, Carolina del Nord, Estats Units (dura indoor) |                                         |                                      | Txèquia  | 1                           |                                      |                             |   |   |                              |                                              |                              |  |   |                                      |                                      |                                      |
|  | 6                                         | Estats Units                                                 | 4                                       |                                      |          |                             |                                      |                             |   |   |                              |                                              |                              |  |   |                                      |                                      |                                      |
|  | 6                                         | Estats Units                                                 | 4                                       |                                      | 6        | Estats Units                | 4                                    |                             |   |   |                              |                                              |                              |  |   |                                      |                                      |                                      |
|  | Ginebra, Suïssa (ciment indoor)           |                                                              |                                         |                                      | 6        | Estats Units                | 4                                    |                             |   |   |                              |                                              |                              |  |   |                                      |                                      |                                      |
|  |                                           | 4                                                            | Espanya                                 | 1                                    |          |                             |                                      |                             |   |   |                              |                                              |                              |  |   |                                      |                                      |                                      |
|  |                                           | 4                                                            | Espanya                                 | 1                                    | Suïssa   | 2                           |                                      |                             |   |   |                              |                                              |                              |  |   |                                      |                                      |                                      |
|  |                                           |                                                              |                                         |                                      | Suïssa   | 2                           | Goteborg, Suècia (ciment indoor)     |                             |   |   |                              |                                              |                              |  |   |                                      |                                      |                                      |
|  | 4                                         | Espanya                                                      | 3                                       |                                      |          |                             |                                      |                             |   |   |                              |                                              |                              |  |   |                                      |                                      |                                      |
|  | 4                                         | Espanya                                                      | 3                                       |                                      |          |                             |                                      |                             |   | 6 | Estats Units                 | 4                                            |                              |  |   |                                      |                                      |                                      |
|  | Minsk, Belarús (dura indoor)              |                                                              |                                         |                                      |          |                             |                                      |                             |   | 6 | Estats Units                 | 4                                            |                              |  |   |                                      |                                      |                                      |
|  |                                           |                                                              | Suècia                                  | 1                                    |          |                             |                                      |                             |   |   |                              |                                              |                              |  |   |                                      |                                      |                                      |
|  |                                           | Suècia                                                       | Suècia                                  | 1                                    | 3        |                             |                                      |                             |   |   |                              |                                              |                              |  |   |                                      |                                      |                                      |
|  |                                           | Suècia                                                       | Goteborg, Suècia (ciment indoor)        |                                      | 3        |                             |                                      |                             |   |   |                              |                                              |                              |  |   |                                      |                                      |                                      |
|  | 8                                         | Belarús                                                      | 2                                       |                                      |          |                             |                                      |                             |   |   |                              |                                              |                              |  |   |                                      |                                      |                                      |
|  | 8                                         | Belarús                                                      | 2                                       |                                      |          | Suècia                      | 4                                    |                             |   |   |                              |                                              |                              |  |   |                                      |                                      |                                      |
|  | Linz, Àustria (ciment indoor)             |                                                              |                                         |                                      |          | Suècia                      | 4                                    |                             |   |   |                              |                                              |                              |  |   |                                      |                                      |                                      |
|  |                                           | 2                                                            | Argentina                               | 1                                    |          |                             |                                      |                             |   |   |                              |                                              |                              |  |   |                                      |                                      |                                      |
|  |                                           | 2                                                            | Argentina                               | 1                                    | Àustria  | 1                           |                                      |                             |   |   |                              |                                              |                              |  |   |                                      |                                      |                                      |
|  |                                           |                                                              |                                         |                                      | Àustria  | 1                           |                                      |                             |   |   |                              |                                              |                              |  |   |                                      |                                      |                                      |
|  | 2                                         | Argentina                                                    | 4                                       |                                      |          |                             |                                      |                             |   |   |                              |                                              |                              |  |   |                                      |                                      |                                      |

#### Final
| Estats Units 4 | Memorial Coliseum, Portland, Oregon, Estats Units 30 de novembre - 2 de desembre dura indoor | Memorial Coliseum, Portland, Oregon, Estats Units 30 de novembre - 2 de desembre dura indoor | Rússia 1 |      |      |      |   |  |
| \| \| \| \| 1 \| 2 \| 3 \| 4 \| 5 \| \| \| - \| --------------------- \| -------------------------------------------------------- \| ---- \| ---- \| ---- \| ---- \| - \| \| \| 1 \| Estats Units · Rússia \| Andy Roddick Dmitri Tursúnov \| 6 4 \| 6 4 \| 6 2 \| \| \| \| \| 2 \| Estats Units · Rússia \| James Blake Mikhaïl Iujni \| 6 3 \| 7 6⁵ \| 64 7 \| 7 64 \| \| \| \| 3 \| Estats Units · Rússia \| Bob Bryan / Mike Bryan Ígor Andréiev / Nikolai Davidenko \| 7 6⁵ \| 6 4 \| 6 2 \| \| \| \| \| 4 \| Estats Units · Rússia \| Bob Bryan Ígor Andréiev \| 3 6 \| 6⁵ 7 \| \| \| \| \| \| 5 \| Estats Units · Rússia \| James Blake Dmitri Tursúnov \| 1 6 \| 6 3 \| 7 5 \| \| \| \| |                                                                                              |                                                                                              |          |      |      |      |   |  |
| |                                                                                              |                                                                                              | 1        | 2    | 3    | 4    | 5 |  |
| 1 | Estats Units · Rússia                                                                        | Andy Roddick Dmitri Tursúnov                                                                 | 6 4      | 6 4  | 6 2  |      |   |  |
| 2 | Estats Units · Rússia                                                                        | James Blake Mikhaïl Iujni                                                                    | 6 3      | 7 6⁵ | 64 7 | 7 64 |   |  |
| 3 | Estats Units · Rússia                                                                        | Bob Bryan / Mike Bryan Ígor Andréiev / Nikolai Davidenko                                     | 7 6⁵     | 6 4  | 6 2  |      |   |  |
| 4 | Estats Units · Rússia                                                                        | Bob Bryan Ígor Andréiev                                                                      | 3 6      | 6⁵ 7 |      |      |   |  |
| 5 | Estats Units · Rússia                                                                        | James Blake Dmitri Tursúnov                                                                  | 1 6      | 6 3  | 7 5  |      |   |  |

| Copa Davis 2007        |
| ---------------------- |
| Estats Units 32è títol |

### Copa Federació
|  | Quarts de final 21-22 d'abril              | Quarts de final 21-22 d'abril              | Quarts de final 21-22 d'abril |                                      |                 | Semifinals 14-15 de juliol | Semifinals 14-15 de juliol           | Semifinals 14-15 de juliol |   |  | Final 15-16 de setembre | Final 15-16 de setembre | Final 15-16 de setembre |
|  |                                            |                                            |                               |                                      |                 |                            |                                      |                            |   |  |                         |                         |                         |
|  | Delray Beach, Florida, Estats Units (dura) |                                            |                               |                                      |                 |                            |                                      |                            |   |  |                         |                         |                         |
|  | 1                                          | Bèlgica                                    | 0                             |                                      |                 |                            |                                      |                            |   |  |                         |                         |                         |
|  | 1                                          | Bèlgica                                    | 0                             | Stowe (Vermont), Estats Units (dura) |                 |                            |                                      |                            |   |  |                         |                         |                         |
|  |                                            | Estats Units                               | 5                             |                                      |                 |                            |                                      |                            |   |  |                         |                         |                         |
|  |                                            | Estats Units                               | 5                             |                                      | Estats Units    | 2                          |                                      |                            |   |  |                         |                         |                         |
|  | Moscou, Rússia (terra batuda indoor)       |                                            |                               |                                      | Estats Units    | 2                          |                                      |                            |   |  |                         |                         |                         |
|  |                                            | 4                                          | Rússia                        | 3                                    |                 |                            |                                      |                            |   |  |                         |                         |                         |
|  | 4                                          | 4                                          | Rússia                        | 3                                    | Rússia          | 5                          |                                      |                            |   |  |                         |                         |                         |
|  | 4                                          |                                            |                               |                                      | Rússia          | 5                          | Moscou, Rússia (terra batuda indoor) |                            |   |  |                         |                         |                         |
|  |                                            | Espanya                                    | 0                             |                                      |                 |                            |                                      |                            |   |  |                         |                         |                         |
|  |                                            |                                            |                               |                                      |                 |                            | 4                                    | Rússia                     | 4 |  |                         |                         |                         |
|  | Llemotges, França (terra batuda indoor)    |                                            |                               |                                      |                 |                            | 4                                    | Rússia                     | 4 |  |                         |                         |                         |
|  |                                            | 2                                          | Itàlia                        | 0                                    |                 |                            |                                      |                            |   |  |                         |                         |                         |
|  |                                            | 2                                          | Itàlia                        | 0                                    | Japó            | 0                          |                                      |                            |   |  |                         |                         |                         |
|  |                                            | Castellaneta Marina, Itàlia (terra batuda) |                               |                                      | Japó            | 0                          |                                      |                            |   |  |                         |                         |                         |
|  | 3                                          | França                                     | 5                             |                                      |                 |                            |                                      |                            |   |  |                         |                         |                         |
|  | 3                                          | França                                     | 5                             |                                      | 3               | França                     | 2                                    |                            |   |  |                         |                         |                         |
|  | Castellaneta Marina, Itàlia (terra batuda) |                                            |                               |                                      | 3               | França                     | 2                                    |                            |   |  |                         |                         |                         |
|  |                                            | 2                                          | Itàlia                        | 3                                    |                 |                            |                                      |                            |   |  |                         |                         |                         |
|  |                                            | 2                                          | Itàlia                        | 3                                    | R.P. de la Xina | 0                          |                                      |                            |   |  |                         |                         |                         |
|  |                                            |                                            |                               |                                      | R.P. de la Xina | 0                          |                                      |                            |   |  |                         |                         |                         |
|  | 2                                          | Itàlia                                     | 5                             |                                      |                 |                            |                                      |                            |   |  |                         |                         |                         |

#### Final
| Rússia 4 | Luzhniki Palace of Sports, Moscou, Rússia 15 - 16 de setembre de 2007 terra batuda indoor | Luzhniki Palace of Sports, Moscou, Rússia 15 - 16 de setembre de 2007 terra batuda indoor | Itàlia 0 |     |     |          |
| \| \| \| \| 1 \| 2 \| 3 \| \| \| - \| --------------- \| -------------------------------------------------------------- \| --- \| --- \| --- \| -------- \| \| 1 \| Rússia · Itàlia \| Anna Txakvetadze Francesca Schiavone \| 6 4 \| 4 6 \| 6 4 \| \| \| 2 \| Rússia · Itàlia \| Svetlana Kuznetsova Mara Santangelo \| 6 1 \| 6 2 \| \| \| \| 3 \| Rússia · Itàlia \| Svetlana Kuznetsova Francesca Schiavone \| 4 6 \| 7 6 \| 7 5 \| \| \| 4 \| Rússia · Itàlia \| Ielena Vesninà Mara Santangelo \| 6 2 \| 6 4 \| \| \| \| 5 \| Rússia · Itàlia \| Nàdia Petrova / Ielena Vesninà Mara Santangelo / Roberta Vinci \| \| \| \| no jugat \| |                                                                                           |                                                                                           |          |     |     |          |
| |                                                                                           |                                                                                           | 1        | 2   | 3   |          |
| 1 | Rússia · Itàlia                                                                           | Anna Txakvetadze Francesca Schiavone                                                      | 6 4      | 4 6 | 6 4 |          |
| 2 | Rússia · Itàlia                                                                           | Svetlana Kuznetsova Mara Santangelo                                                       | 6 1      | 6 2 |     |          |
| 3 | Rússia · Itàlia                                                                           | Svetlana Kuznetsova Francesca Schiavone                                                   | 4 6      | 7 6 | 7 5 |          |
| 4 | Rússia · Itàlia                                                                           | Ielena Vesninà Mara Santangelo                                                            | 6 2      | 6 4 |     |          |
| 5 | Rússia · Itàlia                                                                           | Nàdia Petrova / Ielena Vesninà Mara Santangelo / Roberta Vinci                            |          |     |     | no jugat |

| Copa Federació 2007 |
| ------------------- |
| Rússia Tercer títol |

### Copa Hopman
Grup A
| Pos. | País         | V | D | Partits | Sets    |
| ---- | ------------ | - | - | ------- | ------- |
| 1    | Rússia       | 2 | 1 | 6 – 3   | 13 – 6  |
| 2    | França       | 2 | 1 | 5 – 4   | 10 – 10 |
| 3    | Austràlia    | 2 | 1 | 4 – 5   | 8 – 12  |
| 4    | Estats Units | 0 | 3 | 3 – 6   | 9 – 12  |

Grup B
| Pos. | País    | V | D | Partits | Sets    |
| ---- | ------- | - | - | ------- | ------- |
| 1    | Espanya | 2 | 1 | 6 – 3   | 14 – 8  |
| 2    | Índia   | 2 | 1 | 5 – 4   | 11 – 11 |
| 3    | Txèquia | 1 | 2 | 4 – 5   | 9 – 11  |
| 4    | Croàcia | 1 | 2 | 3 – 6   | 8 – 12  |

#### Final
| Rússia 2 | Burswood Entertainment Complex, Perth, Austràlia 5 de gener de 2007 Dura indoor | Burswood Entertainment Complex, Perth, Austràlia 5 de gener de 2007 Dura indoor | Espanya 0 |     |   |          |
| \| \| \| \| 1 \| 2 \| 3 \| \| \| - \| ---------------- \| ------------------------------------------------------------- \| --- \| --- \| - \| -------- \| \| 1 \| Rússia · Espanya \| Nàdia Petrova Anabel Medina \| 6 0 \| 6 4 \| \| \| \| 2 \| Rússia · Espanya \| Dmitri Tursúnov Tommy Robredo \| 6 4 \| 7 5 \| \| \| \| 3 \| Rússia · Espanya \| Nàdia Petrova / Dmitri Tursúnov Anabel Medina / Tommy Robredo \| \| \| \| no jugat \| |                                                                                 |                                                                                 |           |     |   |          |
| |                                                                                 |                                                                                 | 1         | 2   | 3 |          |
| 1 | Rússia · Espanya                                                                | Nàdia Petrova Anabel Medina                                                     | 6 0       | 6 4 |   |          |
| 2 | Rússia · Espanya                                                                | Dmitri Tursúnov Tommy Robredo                                                   | 6 4       | 7 5 |   |          |
| 3 | Rússia · Espanya                                                                | Nàdia Petrova / Dmitri Tursúnov Anabel Medina / Tommy Robredo                   |           |     |   | no jugat |

| Copa Hopman 2007    |
| ------------------- |
| Rússia Primer títol |

## ATP Tour

### Tennis Masters Cup
| Categoria  | Vencedor/s                   | Finalista/es                  | Marcador      |
| ---------- | ---------------------------- | ----------------------------- | ------------- |
| Individual | Roger Federer                | David Ferrer                  | 6-2, 6-3, 6-2 |
| Dobles     | Mark Knowles · Daniel Nestor | Simon Aspelin · Julian Knowle | 6-2, 6-3      |

### ATP Masters Series
| Torneig      | Individual       | Individual        | Individual    | Dobles                           | Dobles                                 | Dobles            |
| Torneig      | Vencedor         | Finalista         | Marcador      | Vencedors                        | Finalistes                             | Marcador          |
| ------------ | ---------------- | ----------------- | ------------- | -------------------------------- | -------------------------------------- | ----------------- |
| Indian Wells | Rafael Nadal     | Novak Djokovic    | 6-2, 7-5      | Martin Damm · Leander Paes       | Jonathan Erlich · Andy Ram             | 6-4, 6-4          |
| Miami        | Novak Djokovic   | Guillermo Cañas   | 6-3, 6-2, 6-4 | Bob Bryan · Mike Bryan           | Martin Damm · Leander Paes             | 6-7(7), 6-3, 10-7 |
| Montecarlo   | Rafael Nadal     | Roger Federer     | 6-4, 6-4      | Bob Bryan · Mike Bryan           | Julien Benneteau · Richard Gasquet     | 6-2, 6-1          |
| Roma         | Rafael Nadal     | Fernando González | 6-2, 6-2      | Fabrice Santoro · Nenad Zimonjic | Bob Bryan · Mike Bryan                 | 6-4, 6-7(4), 10-7 |
| Hamburg      | Roger Federer    | Rafael Nadal      | 2-6, 6-2, 6-0 | Bob Bryan · Mike Bryan           | Paul Hanley · Kevin Ullyett            | 6-3, 6-4          |
| Toronto      | Novak Djokovic   | Roger Federer     | 7-6, 2-6, 7-6 | Mahesh Bhupathi · Pavel Vizner   | Paul Hanley · Kevin Ullyett            | 6-4, 6-4          |
| Cincinnati   | Roger Federer    | James Blake       | 6-1, 6-4      | Jonathan Erlich · Andy Ram       | Bob Bryan · Mike Bryan                 | 4-6, 6-3, 13-11   |
| Madrid       | David Nalbandian | Roger Federer     | 1-6, 6-3, 6-3 | Bob Bryan · Mike Bryan           | Mariusz Fyrstenberg · Marcin Matkowski | 6-3, 7-6(4)       |
| París        | David Nalbandian | Rafael Nadal      | 6-4, 6-0      | Bob Bryan · Mike Bryan           | Daniel Nestor · Nenad Zimonjic         | 6-3, 7-6(4)       |

### Copa del món de tennis
Grup Blau
| Pos. | País     | Resultat | Partits | Sets   |
| ---- | -------- | -------- | ------- | ------ |
| 1.   | Txèquia  | 3 – 0    | 7 – 2   | 15 – 5 |
| 2.   | Espanya  | 2 – 1    | 6 – 3   | 13 – 7 |
| 3.   | Alemanya | 1 – 2    | 4 – 5   | 8 – 11 |
| 4.   | Bèlgica  | 0 – 3    | 1 – 8   | 4 – 17 |

Grup Vermell
| Pos. | País         | Resultat | Partits | Sets    |
| ---- | ------------ | -------- | ------- | ------- |
| 1.   | Argentina    | 2 – 1    | 6 – 3   | 13 – 8  |
| 2.   | Xile         | 2 – 1    | 4 – 5   | 9 – 12  |
| 3.   | Suècia       | 1 – 2    | 4 – 5   | 12 – 11 |
| 4.   | Estats Units | 1 – 2    | 4 – 5   | 9 – 12  |

#### Final
| Argentina 2 | Düsseldorf, Alemanya 26 de maig de 2007 Terra batuda | Düsseldorf, Alemanya 26 de maig de 2007 Terra batuda       | Txèquia 1 |     |      |  |
| \| \| \| \| 1 \| 2 \| 3 \| \| \| - \| ------------------- \| ---------------------------------------------------------- \| --- \| --- \| ---- \| \| \| 1 \| Argentina · Txèquia \| Juan Ignacio Chela Tomas Berdych \| 6 3 \| 3 6 \| 6⁵ 7 \| \| \| 2 \| Argentina · Txèquia \| Agustín Calleri Jan Hajek \| 6 3 \| 6 1 \| \| \| \| 3 \| Argentina · Txèquia \| José Acasuso / Agustín Calleri Tomas Berdych / Martin Damm \| 2 6 \| 6 4 \| 10 4 \| \| |                                                      |                                                            |           |     |      |  |
| |                                                      |                                                            | 1         | 2   | 3    |  |
| 1 | Argentina · Txèquia                                  | Juan Ignacio Chela Tomas Berdych                           | 6 3       | 3 6 | 6⁵ 7 |  |
| 2 | Argentina · Txèquia                                  | Agustín Calleri Jan Hajek                                  | 6 3       | 6 1 |      |  |
| 3 | Argentina · Txèquia                                  | José Acasuso / Agustín Calleri Tomas Berdych / Martin Damm | 2 6       | 6 4 | 10 4 |  |

| Copa del món de tennis 2007 |
| --------------------------- |
| Argentina Tercer títol      |

## Sony Ericsson WTA Tour

### WTA Tour Championships
| Categoria  | Vencedora/es              | Finalista/es                     | Marcador       |
| ---------- | ------------------------- | -------------------------------- | -------------- |
| Individual | Justine Henin             | Maria Xaràpova                   | 5-7, 7-5, 6-3  |
| Dobles     | Cara Black · Liezel Huber | Katarina Srebotnik · Ai Sugiyama | 5-7, 6-3, 10-8 |

### Sèries WTA Tier 1
| Torneig      | Individual         | Individual          | Individual       | Dobles                           | Dobles                               | Dobles           |
| Torneig      | Vencedora          | Finalista           | Marcador         | Vencedores                       | Finalistes                           | Marcador         |
| ------------ | ------------------ | ------------------- | ---------------- | -------------------------------- | ------------------------------------ | ---------------- |
| Pacífic      | Martina Hingis     | Ana Ivanovic        | 6-4, 6-2         | Lisa Raymond · Samantha Stosur   | Vania King · Rennae Stubbs           | 7-6(6), 3-6, 7-5 |
| Indian Wells | Daniela Hantuchova | Svetlana Kuznetsova | 6-3, 6-4         | Lisa Raymond · Samantha Stosur   | Yung-jan Chan · Chia-jung Chuan      | 6-3, 7-5         |
| Miami        | Serena Williams    | Justine Henin       | 0-6, 7-5, 6-3    | Lisa Raymond · Samantha Stosur   | Cara Black · Liezel Huber            | 6-4 3-6 7-5      |
| Charleston   | Jelena Jankovic    | Dinara Safina       | 6-2, 6-2         | Zi Yan · Jie Zheng               | Shuai Peng · Tiantian Sun            | 7-5, 6-0         |
| Berlín       | Ana Ivanovic       | Svetlana Kuznetsova | 3-6, 6-4, 7-6(4) | Lisa Raymond · Samantha Stosur   | Tathiana Garbin · Roberta Vinci      | 6–3, 6–4         |
| Roma         | Jelena Jankovic    | Svetlana Kuznetsova | 7-5, 6-1         | Nathalie Dechy · Mara Santangelo | Tathiana Garbin · Roberta Vinci      | 6-4, 6-1         |
| San Diego    | Maria Xaràpova     | Patty Schnyder      | 6-2, 6-3, 6-0    | Cara Black · Liezel Huber        | Viktória Azàrenka · Anna Txakvetadze | 7-5, 6-4         |
| Toronto      | Justine Henin      | Jelena Jankovic     | 7-6(3), 7-5      | Katarina Srebotnik · Ai Sugiyama | Cara Black · Liezel Huber            | 6-4, 2-6, 10-5   |
| Moscou       | Ielena Deméntieva  | Serena Williams     | 5-7, 6-1, 6-1    | Cara Black · Liezel Huber        | Viktória Azàrenka · Tatsiana Putxak  | 4-6, 6-1, 10-7   |
| Zuric        | Justine Henin      | Tatiana Golovin     | 6-4, 6-4         | Kveta Peschke · Rennae Stubbs    | Lisa Raymond · Francesca Schiavone   | 7-5, 7-6(1)      |